# Distretto rurale di Njombe
Il distretto rurale di Njombe è un distretto della Tanzania situato nella regione di Njombe. È suddiviso in 13 circoscrizioni (wards) e conta una popolazione di 85 747 abitanti (censimento 2012).
Elenco delle circoscrizioni:
- Idamba
- Igongolo
- Ikondo
- Ikuna
- Kichiwa
- Kidegembye
- Lupembe
- Matembwe
- Mfriga
- Mtwango
- Ninga